# Јахачи магле
Јахачи магле је трећи албум бенда Бајага и инструктори. Издат је 1986. године.